# Local Hero (Beverly Hills, 90210)
Local Hero is de tweeëntwintigste aflevering van het negende seizoen van het tienerdrama Beverly Hills, 90210, die voor het eerst werd uitgezonden op 21 april 1999.

## Plot
Kelly komt toevallig Dylan tegen op een parkeerplaats bij een winkelcentrum. Als zij aan de praat komen, ziet Dylan een jongen die een vrouw probeert te overvallen en Dylan schiet te hulp. De vrouw is zwanger en door deze overval beginnen de weeën en moet zij gaan bevallen. Kelly wil haar helpen en brengt haar naar het ziekenhuis. In het ziekenhuis staan een aantal televisieverslaggevers en willen Kelly interviewen, Kelly wil niet bekendmaken dat zij samen met Dylan op de parkeerplaats waren om Matt niet bezorgd te maken en zegt dan dat Steve bij haar was en de vrouw gered heeft. Nu komt er een probleem, Steve weet hier nog niets van dus hij moet ingelicht worden. Kelly en Dylan zoeken hem op en vertellen wat er gebeurd is, op het eerste moment staat Steve niet te springen om de heldenrol te vervullen maar hij laat zich toch overhalen. Iedereen is trots op Steve en hijzelf vindt dit wel leuk, maar als de politie hem laat komen voor een identificatie en Kelly kan er niet op tijd zijn raakt hij in paniek en Janet die bij hem is snapt niet wat er aan de hand is. Kelly komt net op tijd bij hem om de identificatie te doen maar Janet vertrouwt de reactie van Steve niet en hoort hem uit, uiteindelijk biecht Steve het op tegen haar. Uiteindelijk komt de waarheid aan het licht en moet Kelly het ook opbiechten tegen Matt die nu teleurgesteld is in Kelly dat zij niet eerlijk is geweest.
Steve is ondertussen bij een bijeenkomst van de anonieme seksverslaafden en vertelt de groep dat hij verslaafd is aan masturberen. Janet komt hierachter omdat een medeverslaafde Katie hem heeft gebeld en een bericht heeft ingesproken op het antwoordapparaat, Janet eist uitleg en Steve vertelt haar dat hij er geweest is om een verhaal te kunnen schrijven hierover voor de krant. Nu komt David in contact met Katie en het klikt wel tussen hen en zij spreken af voor een etentje. Steve vindt dit wel grappig en waarschuwt David voor haar verslaving. David vertelt Katie dat Steve hem gewaarschuwd heeft maar wil haar toch blijven zien.
Donna loopt door de stad en ziet ineens Noah in een restaurant zitten, zij loopt naar binnen om hem te verrassen. Noah schrikt als hij Donna ziet en wil dan weggaan zonder te wachten op zijn bestelling. Donna vindt dit vreemd en helemaal als zij de serveerster ziet met zijn bestelling, het is een mooie vrouw die Noah bij naam kent. Donna wordt nu wel een beetje achterdochtig en eist een uitleg van Noah. Noah zweert dat hij niets met haar heeft maar dat zij zijn zus Rene is, dit komt tot een schok bij Donna en is nu wel nieuwsgierig hoe het precies zit. Noah legt uit dat zij een halfzus is en dat hij dit ontdekt heeft toen hij de papieren moest uitzoeken van zijn vader en heeft nu zijn halfzus gevonden en wil haar inlichten over het feit dat hij zijn halfbroer is maar heeft dit nog niet gedaan en twijfelt of hij dit wel moet doen. Donna haalt dan Noah over om dit toch te doen en zo hoort Renee dat Noah haar halfbroer is.
Gina is in de zevende hemel, dit omdat zij een baan aangeboden heeft gekregen om te gaan presenteren voor een televisiestation dat voornamelijk schaatsen uitzendt. Zij wil haar contract door laten lezen door Matt en zijn reactie weten. Matt leest door het contract en vertelt aan Gina dat zij nooit het eerste bod moet accepteren maar moet onderhandelen. Gina laat dit over aan Matt en Matt wil dit wel doen en belooft haar dat het goed komt. Matt gaat hard spelen tijdens de onderhandelingen en dit maakt Gina toch bezorgd maar Matt blijft haar beloven dat het goed komt. Maar het komt niet goed omdat de televisiestation een keuze maakt om een andere gegadigde aan te nemen. Gina is zeer teleurgesteld en geeft Matt hiervan de schuld, Matt biedt Gina nu een baan aan als zijn assistente om het toch een beetje goed te maken.

## Rolverdeling
- Jennie Garth - Kelly Taylor
- Ian Ziering - Steve Sanders
- Brian Austin Green - David Silver
- Tori Spelling - Donna Martin
- Luke Perry - Dylan McKay
- Joe E. Tata - Nat Bussichio
- Lindsay Price - Janet Sosna
- Daniel Cosgrove - Matt Durning
- Vanessa Marcil - Gina Kincaid
- Vincent Young - Noah Hunter
- Lisa Louise Langford - Jackie Michaels
- Timothy Starks - Steven Michaels
- Jennifer O'Dell - Katie
- Shiri Appleby - Rene